# MEG-CD
MEG-CD（メグ・シーディ）は、かつて株式会社ミュージックグリッドが運営するオンデマンドでCDを製造・販売するシステム。現在はビクターエンタテインメント（二代目法人、旧：JVCケンウッド・ビクターエンタテインメント）が、LABEL ON DEMAND（レーベルオンデマンド）という名称で引き継いでいる。

## 概要
小売店（レコード店・楽器店）の店頭に専用の製造機械を設置、ユーザーの注文毎に、1枚ずつ製造、販売を行うためのサービスである。端末のない店舗では注文も可能となっている。
この機械は、主に廃盤・製造中止になったレコードやCDを復刻、ジャケット写真・歌詞カード・盤面デザインなどを忠実に再現し、音源は専用のCD-Rに記録、CDパッケージとして製造するものである。
ただし、ジャケットは初発盤を再現しつつ、音源については諸事情により別ヴァージョンが使用された例もあり（島倉千代子『悲しみの宿』など）、その場合は商品サイトに「当時のレコードに収録されている音源とは異なる音源を使用しています」との注記がある。
また、アニメ・映画などの主題歌でジャケット（裏ジャケットを含む）に、当該アニメのキャラクターのイラストや当該映画のスチール写真などが使用された作品の場合、権利関係の都合でジャケットの再現ができず、復刻が見送られた例がある。
商品のラインナップは、2016年9月現在で500アーティスト、6500タイトルほどとなっている。
2020年4月1日より「諸般の事情」により販売を休止することが公式サイト上で発表、全国の委託先販売店でも販売が休止されている。
2020年9月11日より、JVCケンウッド・ビクターエンタテインメント（当時）より、LABEL ON DEMAND（レーベルオンデマンド）という名称で、新たに販売を開始。品番変更・価格変更ともにビクターエンタテインメントが販売するためビクターの商品から先行的に再発売されている。これに伴い準備中の作品もあれば、販売終了した作品もある。

## 取扱アーティストの例
以下順不同
- 美空ひばり
- 石原裕次郎
- 橋幸夫
- 西郷輝彦
- 舟木一夫
- あんべ光俊
- 大塚博堂
- 沢田聖子
- 麻倉未稀
- アリス
- 石野真子
- 大場久美子
- 尾崎紀世彦
- 狩人
- 小泉今日子
- 香坂みゆき
- 桜田淳子
- ザ・ピーナッツ
- ジャッキー吉川とブルー・コメッツ
- 髙橋真梨子
- テレサ・テン
- 杉良太郎
- とみたゆう子
- 川中美幸
- 天童よしみ
- 前川清
- 山本譲二
- 渚ゆう子
- 仲雅美
- 美川憲一
- ピンク・レディー
- 牧村三枝子
- 森口博子
- 山本達彦
- 野狐禅
- 渡哲也

## 音源提供元
以下順不同
- ビクターエンタテインメント
- テイチクエンタテインメント
- 日本コロムビア
- ポニーキャニオン
- ユニバーサルミュージックジャパン
- バップ
- SPACE SHOWER MUSIC（スペースシャワーネットワーク）
- ポリスター
- 日本クラウン
- 徳間ジャパンコミュニケーションズ
- フォーライフミュージックエンタテイメント
- キングレコード

その他